# اوكين منوفر برصوم
وُلد في حمص عام 1928. ابيه هو الشماس بولس منوفر برصوم وامه نظيرة شمعون افرام، تلقى دروسه الأولى في المدرسة البطريركية في حمص، ونال الشهادة الابتدائية عام 1942 في القامشلي التي كانت عائلته قد انتقلت اليها عام 1936.
وتلقى من ثم الالحان والطقوس الكنسية السريانية من والده والشماس جورج ماعيلو.صرم سنة دراسية كاملة في اكليريكية مار افرام في الموصل (1945-1946) حيث تقوّت معلوماته الدينية ولغته السريانية.
طبع أول ديوان له عام 1978 وسمّاه (ܛܪ̈ܦܐ ܕܬܕܐܐ) وآخر بعنوان (ܬܫܪ̈ܝܬܐ). كما عمل وساهم في معظم المؤسسات والجمعيات الملية في القامشلي وعمل بنوع خاص في حقل الكشفية التي قاد أفرادها لمدة ربع قرن. وكان الفوج السرياني الرابع يضم ايامها أكثر من 400 جوّال ومرشدة وكشّاف وجرموز، وكانت افظل ايامه تلك التي كان يعلم بها اللغة السريانية في المدراس في القامشلي وذلك كمتطوّع في ساعات فراغه من عمله كرئيس لديوان غرفة التجارة والصناعة في محافظة الجزيرة، كما عمل لمدة عام كوكيل لكنيسة مار أفرام السرياني في القامشلي.
رسمه شقيقه المطران افرام أفودياقونا في ربيع عام 1970 وذلك في كنيسة مار افرام في طرابلس وفي نفس اليوم رسم ابنه بولس قارئا مع العديد من الشمامسة من مختلف الرتب من أبناء رعية طرابلس، وفي 4/8/1985 رسمه شمّاسا انجيليا بالتعاون مع مار اثناسيوس يشوع صموئيل مطران اميركا وكندا وذلك في كنيسة مار افرام في سنتر الفولس – رود أيلند.

## أعماله
- ܛܪ̈ܦܐ ܕܬܕܐܐ
- ܬܫܪ̈ܝܬ݂ܐ
- ܢܫܡ̈ܬ݂ܐ ܕܬܕܐܐ
- كشاف السريان
- السريان في القامشلي
- أضواء على ادبنا السرياني الحديث
- اعرف كنيستك
- قاموس جيب (عربي-سرياني)
- تاريخ الصحافة السريانية
- تعلم كتابة الرسائل بالسريانية